# 第7太陽週期

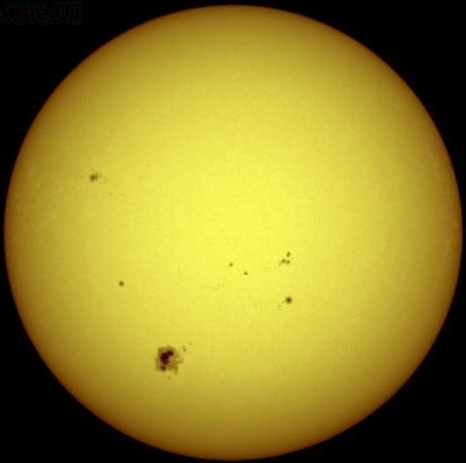
太陽和一些可見的黑子。

第7太陽週期是從1755年開始紀錄太陽黑子活動以來的第7個太陽週期 。這個週期開始於1823年5月，結束於1833年11月，持續了10.5年。在這個週期內的最大平滑黑子數(超過12個月期間的黑子月平均數值)為71.5，最小的數值為7.3。